# Cotiakou
Cotiakou är ett arrondissement i kommunen Tanguiéta i Benin. Den hade 9 163 invånare år 2002.